# Камейки
Камейки (бел. Камейкi) — деревня в Червенском районе Минской области. Входит в состав Валевачского сельсовета.

## Географическое положение
Находится примерно в 23 километрах к северо-западу от райцентра, в 40 км от Минска, в 25 км от железнодорожной станции Руденск линии Минск-Осиповичи и в 2 км от автодороги M-4 Минск—Могилëв.

## История
На 1870 год деревня относилась к Смиловичской волости Игуменского уезда Минской губернии, здесь насчитывалось 53 души мужского пола. Согласно переписи населения Российской империи 1897 года здесь было 22 двора, проживали 177 человек, работал хлебозапасный магазин. В начале XX века здесь было 37 дворов, проживали 216 человек. На 1910 год в Камейках была церковно-приходская школа, где насчитывался 21 ученик (17 мальчиков и 4 девочки). На 1917 год в деревне был 41 двор и 263 жителя. С февраля по декабрь 1918 года деревня была оккупирована немецкими войсками, с августа 1919 по июль 1920 — польскими. После окончательного установления советской власти церковно-приходская школа преобразована в рабочую школу 1-й ступени. 20 августа 1924 года деревня вошла в состав вновь образованного Валевачского сельсовета Смиловичского района Минского округа (с 20 февраля 1938 — Минской области. Согласно Переписи населения СССР 1926 года в деревне насчитывалось 48 дворов, проживали 287 человек, число учащихся рабочей школы достигло 45. В 1930-е годы проведена коллективизация. Во время Великой Отечественной войны деревня была оккупирована немцами в конце июня 1941 года, 20 её жителей не вернулись с фронта. Освобождена в начале июля 1944 года. На 1960 год население деревни составляло 218 человек. В 1980-е годы входила в состав колхоза «Искра», здесь работали библиотека  сельский клуб. По итогам переписи населения Белоруссии 1997 года в деревне насчитывался 41 дом, проживали 68 человек, работал магазин. На 2013 год 18 жилых домов, 31 постоянный житель.

## Население
- 1870 — 53 мужчины
- 1897 — 22 двора, 177 жителей
- начало XX века — 37 дворов, 216 жителей
- 1917 — 41 двор, 263 жителя
- 1926 — 48 дворов, 287 жителей
- 1960 — 218 жителей
- 1997 — 41 двор, 68 жителей
- 2013 — 18 дворов, 31 житель